# Roháč (hetilap)
Roháč (magyar fordításban szarvasbogár) szlovák szatirikus képes hetilap az egykori Csehszlovákiában. Első lapszámát 1948. április 1-jén adták ki. Kezdetben a pozsonyi Práca lapkiadó, 1958-tól a Pravda lapkiadó jelentette meg. 1950-ben egyesítették a Turócszentmártonban kiadott Sršeň szatirikus hetilappal. Az 1950-es évekbeli 20 000-es példányszáma az 1960-as évek kezdetén 100 000-re növekedett. Terjedelmét 1971-ben 16 oldalra bővítették. A lap az 1989-es rendszerváltás után megszűnt.